# Zselicszentpál
Zselicszentpál es un pueblo ubicado en el distrito de Kaposvár, en el condado de Somogy, Hungría.

## Superficie
Posee una superficie de 10,35 kilómetros cuadrados.

## Demografía
Hasta 2019 la población era de 392 habitantes, con una densidad de población de 37,87 habitantes por kilómetro cuadrado.